# Ключенович, Михаил Васильевич
Михаи́л Васи́льевич Ключано́вич (20 ноября 1901, Старобин — январь 1938, Казахстан) — белорусский антибольшевик, начинающий поэт (под именем Михаил).

## Биография
Сын Василя и Вольги. Православный. Участник Слуцкого восстания 1920 (рядовой). Окончил Слуцкую белорусскую гимназию, Проходил военную подготовку в коренной Польше (Лодзь, Быдгощ). Жил в селе Пузичи близ Лунинца. Вероятно, состоял в рядах «Зелёного дуба» — в 1922 году он выслан из пограничной полосы, заподозренный в «антиправительственной деятельности».
Поселился в Пинске, открыл публичную русскую библиотеку и книжный магазин. Поддерживал связь с белорусскими национальными организациями, основал местные отделы (Грамада, Кооперативный банк, Змаганьне). Попадает под влияние российского монархизма, в 1930 году агитировал за список «русских людей» на выборах в городскую раду. Пытался создать христианский монархический кружок (сентябрь 1930), участвовал в издании газет «Под небом Полесья» (1931—1932), «Пинский голос». В 1930-е годы он продолжал получать белорусские газеты, пожертвовал 18 монет Музею Ивана Луцкевича, участвовал в дискуссии об алфавите на страницах журнала «Шлях Моладзі». Был знаком с Язэпом Дроздовичем.
4 марта 1933 года пинское староство выслало его из польского государства, а 6 марта он перешёл советско-польскую границу. Осенью 1933 года он был заключен в Минскую городскую тюрьму, а затем сослан в Казахстан.
В 1937 году жил в селе Сарыагач Туркестанской области Казахстана, работал бухгалтером. 15 сентября 1937 арестован НКВД, 8 января 1938 приговорен к смертной казни за «шпионаж».
Реабилитирован в 1989 году.
В Вильне опубликован его сборник стихов «Хрыстовы Золак» (1927). Большая часть на белорусском языке, заметны слуцкие диалектизмы (гаспода 'подворье'). Белорусские влияния в его русской речи: так само вм. так же, смеюсь с.., чистҍе вм. чище. Русская часть набрана дореформенным правописанием без Ъ.

## Сочинения
- Хрыстовы золак. Вільня, друкарня імя Фр. Скарыны. 1923 [ 1927 ] online Архивная копия от 27 ноября 2021 на Wayback Machine
- Два Дерева. 1924
- Древо Жизни. 1925